# Johan Christian Fabricius
Johan Christian Fabricius, danski zoolog in ekonomist, * 7. januar 1745, Tønder, vojvodina Schleswig (danes Danska), † 3. marec 1808.
Vpisal se je na Univerzo v Københavnu, nato pa odpotoval v Uppsalo, kjer je dve leti študiral pri Carlu von Linnéju na tamkajšnji univerzi. Ukvarjal se je predvsem s klasifikacijo žuželk, pa tudi drugih členonožcev. Leta 1770 je postal predavatelj na Univerzi v Københavnu, leta 1775 pa je pričel poučevati prirodoslovje in ekonomijo na Univerzi v Kielu, ki je takrat spadal pod Dansko. Tam ni bil zadovoljen s pogoji za delo, zato je večino preostanka svojega življenja preživel v Parizu.

## Delo
Linnejev sistem je uporabil za klasifikacijo »insektov« (Classis Insecta), kamor so v njegovih časih poleg žuželk uvrščali še druge skupine členonožcev (npr. rake). Razvil je sistem klasifikacije po obustnih okončinah, zato se njegova razdelitev nekoliko razlikuje od Linnejeve, ki je pri krilatih žuželkah namesto tega uporabljal predvsem ožiljenje kril. Fabriciusovo prvo zoološko delo, Systema Entomologiae iz leta 1775, opisuje več kot 10.000 vrst »insektov« (petkrat več kot jih je opisal Linne v izdajah svojega dela Systema Naturae), leta 1778 izdana Philosophia entomologica pa je prvi učbenik entomologije. 

### Dela
- Systema entomologiae sistens insectorum classes, Leipzig 1775
- Anfangsgründe der oekonomischen Wissenschaften, 1778
- Philosophia entomologica, Hamburg 1778
- Genera insectorum; Species insectorum sistens eorum differentias specificas, synonymia auctorum, loca natalia, metamorphosis, etc..., Hamburg 1779
- Species insectorum: exhibentes eorum differentias specificas, synonyma auctorum, loca natalia, metamorphosis, adjectis observationibus, descriptionibus, 2 knjigi, 1781
- Über die Volksvermehrung, insonderheit in Dänemark, 1781 (s področja ekonomije)
- Entomologia systematica emendata et aucta: Secundum classes, ordines, genera, species, adjectis synonimis, locis, observationibus, descriptionibus, 5 knjig, 1798
- Systema antiliatorum, 1805